# 팔리페리돈
팔리페리돈(Paliperidone)은 미국 존슨앤드존슨 산하의 얀센실라그(Janssen-Cilag)에서 개발 및 출시하여 조현병, 조울증에 사용되는 비정형적 항정신병제제이다. 상품명으로 '인베가(Invega)' 등이 사용된다.
벤즈아이소옥사졸(Benzisoxazole) 계열에 속하여, 삼투압 현상을 이용해 약물 흡수 속도를 조절하는 기술(Osmotic Release Oral Delivery System)을 응용해, 약물이 서서히 방출되어, 장에서 흡수되는 장용성 서방형 제제(OROS 제법)로 설계되었다.

## 작용 기전
도파민 D2 수용체와 세로토닌 5-HT2 수용체에 대한 길항 작용을 통해서 항정신병 작용을 나타내는 조현병 치료제로서 아드레날린 및 히스타민 수용체에 대한 높은 친화성을 가지고 있다.

## 적응증
- 조현병
- 정신분열정동장애의 급성 치료

## 종류
- 오리지널
  - 인베가서방정(한국얀센) : 3/6/9mg
- 제네릭 의약품
  - 팔리스펜서방정(명인제약) : 3/6/9mg